# Fabian Kluckert
Fabian Kluckert (Berlino, 26 giugno 1991) è un attore e doppiatore tedesco.

## Biografia
Fabian Kluckert è figlio dell'attore e doppiatore Jürgen Kluckert e fratello di Tobias, e di Sebastian, tutti doppiatori e attori.
Di formazione teatrale, nel luglio 2009 ha partecipato al Clubtheater Berlin nella prima rappresentazione di Mauersegler, un collage di scene in occasione del 20º anniversario della caduta del Muro di Berlino, scritto da Stefan Neugebauer. Ha completato la sua formazione di attore presso la Scuola di Recitazione di Berlino.
Fabian Kluckert vive a Berlino.

## Doppiaggio (parziale)

### Film
- Elias in The House (2022)

### Serie televisive
- Ken'ichi Saruyama in To Love-Ru
- Lee in Gravity Falls
- Lorenzo James Henrie in Fear the Walking Dead (2015)
- Legoshi in Beastars (2020)
- James McArdle in Andor (2022)
- Orcelot in Shangri-La Frontier